# Team Sleep
Team Sleep (читается как «Тим Слип», МФА: [ti:m sli:p]) (с англ. — «Групповой сон») — американская альтернативная рок-группа, основанная певцом и гитаристом Чино Морено. Морено наиболее известен как вокалист альтернативной метал группы Deftones, которая была сформирована в городе Сакраменто. Кроме Чино Морено, в состав группы входят гитарист Тодд Уилкинсон, тёрнтейблист DJ Crook, бас-гитарист и клавишник Рик Верретт, барабанщик Гил Шарон и басист Чак Дум.
Музыка Team Sleep затрагивает самые разные жанры, включая дрим-поп, трип-хоп, инди-рок, пост-рок, шугейз, эмбиент, психоделическую музыку, музыку лоу-фай и электронную музыку.

## История
История Team Sleep началась, когда Морено и его друг Тодд Уилкинсон купили компакт-кассету, которая состояла из четырёх дорожек в 1994 году. Они продолжали дружить на протяжении первых двух альбомов Deftones, хотя и на довольно случайной основе.

Уилкинсон сказал: 
Мы никогда не собирались записывать пластинки или создавать группу … Я просто сидел дома, играл на гитаре и начал кое-что записывать. Речь никогда не шла о том, чтобы выступать на концертах, записываться в студии или что-то в этом роде. Я просто бездельничал. Я никогда не был в группе, и я никогда не хотел быть — мы были просто хорошими друзьями.
Тёрнтейблист и клавишник Deftones Фрэнк Делгадо, добавил звуковые эффекты к «Teenager», песне с элементом музыки глитча и трип-хопа. Первоначально задуманная как песня Team Sleep, «Teenager» была в конечном счёте включена в White Pony, третий альбом Deftones, выпущенный в 2000 году.
Team Sleep много раз выступала на западном побережье Соединённых Штатов в конце 2001 и начале 2002 года. Группа также исполняла кавер на песню Thirty-Three группы The Smashing Pumpkins и другие песни этой группы.
Полный материал альбома был закончен в 2002—2003 годах, но официально не выпущен. Инструментальная песня «The Passportal» была включена в альбом The Matrix Reloaded: The Album, который был выпущен в апреле 2003 года и стала саундтреком к фильму Матрица: Перезагрузка.
Майк Паттон (Mr. Bungle, Fantômas, Faith No More) и Мелисса Ауф дер Маур (Hole, The Smashing Pumpkins) участвовали в записи, но их вклад не был включён в окончательный альбом. Роб Кроу (Pinback) и Мэри Тимони (из группы Helium) были единственными вокалистами, кроме Морено, которые участвовали в записи альбома.
Пластинка Team Sleep первоначально планировалась к выпуску в ноябре 2004 года, но лейбл Maverick Records, как сообщается, была настолько впечатлена альбомом, что они отложили выпуск до середины 2005 года, чтобы обеспечить продвижение. Дебютный альбом содержал только пять оригинальных треков; три из них были много раз переработаны. В октябре 2004 года DJ C-Minus провёл премьеру демо Team Sleep «Cambodia», для Deftones, которое открывает концерт в House Of Blues в Западном Голливуде. Название этой песни, написанной в соавторстве с продюсером Грегом Уэллсом, позже было переименовано на «Ever (Foreign Flag)». Официальный сайт Team Sleep появился в начале 2005 года и включал песни и видео для бесплатного скачивания.
Одноимённый альбом группы Team Sleep был наконец выпущен 10 мая 2005 года и был положительно принят музыкальными критиками. «Самое лучшее в этом — это завершение чего-то, над чем вы работали, и то, что это было сделано правильно», — сказал Морено. «Это весело, работать с разными людьми, все работают по-разному. Когда у меня есть свободное от музыки время, я хочу делать другую музыку. Это то, что я делаю, это то, что доставляет мне удовольствие, это то, что делает меня счастливым».
После релиза Team Sleep группа гастролировала и начала публиковать различные демо-версии на своей странице в MySpace.
В октябре 2014 года новый состав Team Sleep записал концертный альбом в студии звукозаписи Applehead в Вудстоке, штат Нью-Йорк. В состав группы входили Морено, Уилкинсон, Веррет и DJ Croock, а также басист Чак Дум (Crosses) и барабанщик Джил Шарон (The Dillinger Escape Plan, Marilyn Manson). Альбом, самостоятельно выпущенный в июле 2015 года, состояла из переработанных двух треков с первого альбома, а также из неизданных и старых песен.
С 2020 года группа Team Sleep временно бездействует.

## Дискография
Студийные альбомы
- Team Sleep (2005, Maverick Records)

Концертные альбомы
- Woodstock Sessions, Vol. 4 (2015, самиздат)